# Paracassidina petala
Paracassidina petala är en kräftdjursart som beskrevs av Bruce1994. Paracassidina petala ingår i släktet Paracassidina och familjen klotkräftor. Inga underarter finns listade i Catalogue of Life.